# Płaskowyż Proszowicki
Płaskowyż Proszowicki (342.23) – mezoregion fizycznogeograficzny w południowej Polsce, w południowej części Niecki Nidziańskiej, na pograniczu województw małopolskiego i świętokrzyskiego. Graniczy od północy z Wyżyną Miechowską i Garbem Wodzisławskim, od wschodu z Doliną Nidy, od południowego wschodu z Niziną Nadwiślańską a od zachodu z Pomostem Krakowskim, Obniżeniem Cholerzyńskim i Wyżyną Olkuską.
Region jest płaskowyżem zbudowanym z pokrytych lessem morskich osadów miocenu, osiągającym wysokość od 220 do 280 m n.p.m. Powierzchnia płaskowyżu jest rozczłonkowana na rozległe wzgórza. Ze względu na urodzajne czarnoziemy Płaskowyż Proszowicki jest żyzną krainą rolniczą (pszenica, buraki cukrowe).
Przez region przepływają rzeki Szreniawa i Nidzica - dopływy Wisły. Głównymi miastami na Płaskowyżu Proszowickim są Proszowice, Skalbmierz i Kazimierza Wielka.